# Giuseppina Panzica
Giuseppina Giovanna Panzica (Caltanissetta, 1º agosto 1905 – Como, 15 febbraio 1976) è stata una patriota italiana, che fu decorata di Medaglia d'oro al merito civile per il coraggio dimostrato nella seconda guerra mondiale nell'attività di espratrio dei cittadini di religione ebraica verso la Svizzera.

## Biografia

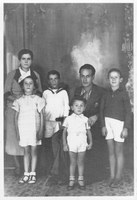
Giuseppina Panzica e la sua famiglia in una foto del 1935

Nacque a Caltanissetta il 1 agosto 1905, madre di 4 figli e moglie del finanziere in congedo Salvatore Luca. Morì a Como il 15 febbraio 1976.

### Periodici
- Gerardo Severino, Il finanziere e la signora che aiutavano gli ebrei, in Patria Indipendente, febbraio 2013,  pp. 15-17.
- Gerardo Severino, Il finanziere e Giuseppina, l’ultima speranza per tanti ebrei in fuga verso la Svizzera, in Avvenire, 24 aprile 2018,  p. 30.